# Операція «Байтінг»
Операція «Байтінг» (англ. Operation Biting) — кодове найменування спеціальної операції, що проводилася 27 грудня 1941 року силами загону з метою знищення РЛС наведення винищувачів «Вюрцбург», розташованої біля села Брюневаль поблизу Гавра. Висаджені з повітря 120 парашутистів 1-ї парашутної бригади під командуванням майора Джона Фроста і супроводжуючі їх технічні фахівці успішно виконали завдання, а потім евакуювалися з найближчого пляжу на десантних човнах.

## Історія
У липні 1940 року почалася битва за Британію і британське Бомбардувальне командування отримало наказ завдати удари у відповідь по містах Німеччини. Зазнавши певних втрат, у першу чергу репутаційних, командування Люфтваффе, вирішило що повторення подібних бомбардувань неприпустиме. Герман Герінг заявив, що «зробить все від нього залежне, щоб на Берлін не впала жодна бомба». Тепер німецьке командування серйозно потурбувалося про розгортанням ефективної системи ППО, — відповідальним за реалізацію цього амбітного завдання був призначений оберст Йозеф Каммгубер, командир 1-ї нічної ескадри винищувачів.
У найкоротші терміни Каммгубер створив надзвичайно ефективну систему ППО Третього Рейху, яка отримала назву «лінія Каммгубера». Вона простягалася на 1000 км — від Шлезвіг-Гольштейна до бельгійського Льєжа. Основу лінії протиповітряної оборони атлантичного узбережжя склали вісім комбінованих зон відповідальності нічної винищувальної авіації. Зони були обладнані радіолокаційними станціями «Вюрцбург» і «Фрейя», а також прожекторними підрозділами. По всій лінії розгортання лінії радіолокаційного виявлення розташовувалися обладнані позиції зенітної артилерії й аеродроми, на яких в бойовій готовності перебували літаки з ескадри Каммгубера.
Протягом 1941 року деякі з цих установок були ідентифіковані на аеророзвідувальних фотознімках Королівських ПС, але їх точне призначення та характер обладнання, яким вони оснащувалися, не було відомо. Деякі британські вчені припустили, що ці станції пов'язані з великими втратами, які зазнали бомбардувальники британської авіації, які проводили бомбардування на цілі в окупованій Європі. Вчені просили провести рейд на одну з цих установок та вивчити технології, на яких вона базується, а також, якщо це можливо, витягти та доставити у Велику Британію для подальшого вивчення.
Через потужну та досконалу берегову оборону, яку німці влаштували для захисту систем протиповітряної оборони від можливих атак з боку морського простору, вважалося, що наліт командос з моря зазнає значних втрат і дасть достатній час для ворога, щоб зруйнувати установку. Тому було вирішено, що найбільш оптимальним є висадка повітряного десанту, який завершиться евакуацією морем. До того ж це дозволить раптом застати гарнізон радарної установки, захопити устаткування та важливе майно неушкодженим і мінімізувати втрати десантного загону.
У ніч на 27 лютого, після періоду напружених тренувань та кількох затримок через погану погоду, рота повітрянодесантних військ під командуванням майора Джона Фроста здійснила парашутне десантування в окуповану Франції, висадившись за кілька миль від установки. Потім головні сили здійснили скоординовану атаку на віллу, на якій знаходилося радіолокаційне обладнання, в результаті бою кілька солдатів німецького гарнізону було вбито та після короткої перестрілки захопили установку.
Спеціалісти авіаційно-технічної служби демонтували Вюрцбурзьку радіолокаційну решітку та вилучив кілька ключових частин, після чого сили відступили на визначений пляж для евакуації. Загін, призначений зачистити пляж від противника не зміг своєчасно цього зробити, але після підходу головних сил десанту, німецькі сили, що охороняли морське узбережжя були ліквідовані. Десантний загін майора Фроста був підібраний десантними кораблями, а потім перекинуті на кілька канонерських човнів, які повернули їх до Британії.
Рейд був цілком успішним. Повітрянодесантні війська зазнали порівняно невеликих втрат, а частини радіолокатора, які вони привезли назад, разом із захопленим німецьким радіолокатором дозволили британським вченим зрозуміти досягнення противника в радіолокації та створити контрзаходи для їхньої нейтралізації.